# Nhà nước phúc lợi
Nhà nước phúc lợi là một mô hình chính phủ, theo đó nhà nước đóng một vai trò quan trọng trong việc tạo nên và bảo vệ công ăn việc làm và đảm bảo một nền an sinh xã hội cao cho công dân của mình.
Có ba cách giải thích chính về khái niệm nhà nước phúc lợi:
- việc nhà nước cung cấp các dịch vụ phúc lợi.
- mô hình lý tưởng trong đó nhà nước đóng vai trò chịu trách nhiệm chính cho toàn bộ phúc lợi của các công dân. Trách nhiệm ở đây mang tính toàn diện vì tất cả mọi mặt của phúc lợi xã hội đều được cân nhắc; một "mạng lưới an sinh xã hội" không thôi là chưa đủ hay chỉ có các tiêu chuẩn tối thiểu cũng là chưa đủ. Đây là vấn đề phổ quát vì phúc lợi bao trùm mọi đối tượng như là một quyền thiết yếu.
- việc cung cấp phúc lợi trong xã hội. Trong nhiều "nhà nước phúc lợi", nhất là ở châu Âu, phúc lợi không phải chỉ do nhà nước cung cấp mà là do một nỗ lực kết hợp giữa các dịch vụ của chính phủ, của các nhà có tâm huyết, của các những người tự nguyện và của các cá nhân độc lập. Người cung cấp các dịch vụ và lợi ích này có thể là chính quyền trung ương hay địa phương hoặc do công ty hoặc tổ chức nhà nước thực hiện hay do các công ty tư nhân hay các hội từ thiện hay các hình thức khác của các tổ chức phi lợi nhuận.